# James Maddison
James Daniel Maddison (* 23. November 1996 in Coventry) ist ein englischer Fußballspieler. Er steht seit Sommer 2023 in Diensten von Tottenham Hotspur und ist Nationalspieler der englischen Nationalmannschaft.

## Leben
James Maddison wurde im Jahr 1996 als Enkel von teils irischen Großeltern in der englischen Industriestadt Coventry in den West Midlands geboren und wuchs dort auf. Er ist mit dem Model Kennedy Alexa liiert und hat mit ihr seit Juli 2021 einen gemeinsamen Sohn und seit Juli 2023 auch Zwillinge.

## Karriere

### Vereine

#### Coventry und Norwich City
Seine Karriere begann er in seinem Geburtsort in der Jugend von Coventry City. Am 13. August 2014 debütierte er als Profi für den Verein im Ligapokal gegen Cardiff City als er für Josh McQuoid eingewechselt wurde. Für den Verein absolvierte er in der Saison 2014/15 zwölf Drittligaspiele und erzielte dabei zwei Tore, davon eins erzielte Maddison am letzten Spieltag der regulären Saison in den Schlussspielminuten als Joker gegen den Abstiegs-Konkurrenten Crawley Town zum 2:1-Auswärtssieg und trug zum sicheren Klassenerhalt seines Vereins bei.
In der Spielzeit 2015/16 etablierte er sich anfänglich mit 18 Jahren als Startformationsspieler und gehörte zu den besten Torvorlagengebern seiner Mannschaft an, bis er sich im August 2015 während der Saison eine Verletzung zuzog und bis teils in den Dezember 2015 nicht einsatzfähig war. Danach kehrte Maddison zurück, pendelte zwischen den Rollen des Einwechsel- und Startformationsspielers, mit seinen erzielten Toren trug er zu vereinzelten Punktgewinnen bei.
Während der Saison 2015/16 verpflichtete ihn der englische Erstliga-Aufsteiger Norwich City am 1. Februar 2016 für eine Ablösesumme von 6,5 Millionen Pfund, der ihn sofort wieder nach Coventry verlieh, bis zum Saisonende 2015/16. Danach kehrte er zum abgestiegenen Norwich City zurück und gab im August 2016 in der zweiten Runde des EFL Cup 2016/17 sein Norwich-Spieldebüt und trug mit zwei Torvorlagen zum 6:1-Kantersieg gegen seinen ehemaligen Verein Coventry City bei. Im weiteren Verlauf des Monats und nach Ligasaisonbeginn 2016/17 folgte die nächste Leihe und wurde am Ende des Monats 2016 bis Januar 2017 an den schottischen Erstligisten FC Aberdeen verliehen. Am 7. Spieltag der Scottish Premiership 2016/17 traf er mit 19 Jahren gegen Glasgow Rangers in der 90. Minute mit einem direkten Freistoßtor zum 2:1-Sieg. Maddison gehörte während der Saison zu den besten Torvorlagengebern seiner Mannschaft an.
FC Aberdeen war nach dem schottischen Ligapokalfinale interessiert und gewillt ihn im Dezember 2016 seine Leihe bis zum Ende der Saison zu verlängern, aber man konnte sich nicht einigen und Maddison erhoffte sich in der Rückrunde 2016/17 Spielzeit bei Norwich City zu erhalten. In der Rückrunde fungierte er als Reservespieler und gegen Saisonende erhielt er sporadische Kurzeinsätze als Einwechselspieler im linken Außenmittelfeld. In der Saison 2017/18 avancierte Maddison als offensiver Mittelfeldspieler zum Startformationsspieler und offensiven Leistungsträger seiner Mannschaft. Er erzielte 15 Tore und gab 8 Torvorlagen in 49 Pflichtspieleinsätzen, womit er auch mannschaftsinterner Torschützenkönig wurde. Für seine Leistungen in der EFL Championship 2017/18 erhielt Maddison während der Saison beziehungsweise am  Saisonende einige Auszeichnungen (siehe Auszeichnungen).

#### Leicester City und Tottenham Hotspur

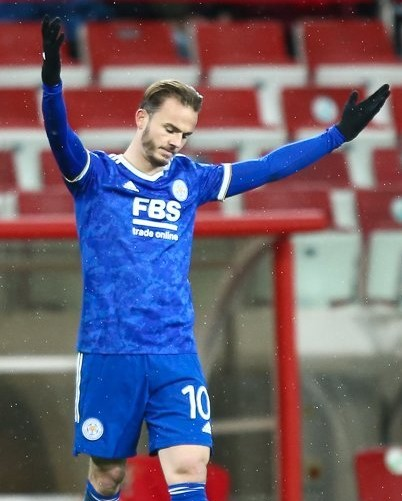
Maddison bei Leicester City (2021)

Zur Saison 2018/19 wechselte Maddison in die Premier League zu Leicester City für eine Ablösesumme in Höhe von 20 Millionen Pfund. Sein erstes Tor schoss am 18. August gegen Wolverhampton Wanderers. Am 29. Juli 2020 unterschrieb er einen neuen Vertrag für vier Jahre bei Leicester.
Zur Saison 2023/24 wechselte Maddison von Leicester City zu Tottenham Hotspur für eine Summe von 40 Millionen Pfund, er unterschrieb dort einen Vertrag für fünf Jahre. Während der Saison wurde im August 2023 bekannt, dass Maddison gemeinsam mit Cristian Romero zu den stellvertretenden Mannschaftskapitänen hinter Son Heung-min ernannt.

### Nationalmannschaft
Im November 2019 debütierte er per Einwechslung im englischen Nationalteam. Das EM-Qualifikationsspiel gegen Montenegro war zugleich das 1000. Länderspiel Englands. Ohne ein weiteres Spiel absolviert zu haben, wurde er drei Jahre später für die Weltmeisterschaft 2022 in Katar nominiert.

## Erfolge
- Tottenham Hotspur
  - Europa-League-Sieger: 2025

- FC Aberdeen[4]
  - Scottish League Cup: Finalist 2016/17
  - Scottish Premiership: Vizemeister 2016/17 1

- Leicester City
  - FA Cup: Sieger 2021
  - FA Community Shield: Sieger 2021

## Auszeichnungen und Bestleistungen
- Spieler der Saison
  - Norwich City: 2017/18[19]
  - Leicester City: 2021/22[15]

- Professional Footballers’ Association (PFA)
  - Mannschaft der Saison (EFL Championship): 2017/18

- EFL Championship
  - Tor des Monats: September 2017, Januar 2018[15]
  - Meist gefoulter Spieler: 2017/18, 146-mal gefoult worden[20]

- English Football League (EFL)
  - Nachwuchsspieler des Monats: Januar 2018
  - Mannschaft der Saison: 2017/18[15]

- Premier League
  - Meiste Eckbälle: 2018/19 mit 163 Eckstößen[20]
  - Meiste torschusserzeugende Pässe: 2018/19 mit 99 torschusserzeugenden Pässen (englisch Key Pass)[21]
  - Tor des Monats: September 2020
  - Spieler des Monats: August 2023[22]

- Weitere individuelle Auszeichnungen
  - Nachwuchsspieler der Saison von Leicester City: 2018/19[15]
  - Bester Transferdeal der Wechselperiode (The Athletic – Umfrage unter Spieleragenten): Sommer 2023[23]